# Camillo Sitte
Camillo Sitte, född 17 april 1843 i Wien, död 16 november 1903 i Wien, var en österrikisk arkitekt, stadsplanerare, teoretiker och konstnär.

## Liv och verk
Sitte studerade i sin födelsestad arkitektur, konsthistoria, fysiologi och musik, blev 1876 direktör för Staatsgewerbeschule i Salzburg, där han visade sig vara en utmärkt organisatör, och 1883 direktör för Staatsgewerbeschule i Wien. Han utförde restaurering av kyrkor, slott och rådhus. Men framför allt utövade Sitte en uppslagsrik, väckande och reformatorisk verksamhet inom stadsplanekonsten.
De dåtida synpunkterna inom stadsanläggning är i första rummet att tillskriva hans energiska arbete för skönhet och konstnärlig tanke i uppgörandet av stadsplaner. Hans huvudarbete på detta område är Der Städtebau nach seinen künstlerischen Grundsätzen (1889, flera upplagor) om de konstnärliga grundvalarna för stadsbyggandet där han behandlade gaturum, platsbildningar och andra delar av stadsbilden. Sitte ville använda de stilhistoriska förebilderna även i stadsbyggandet. På det sättet var han föråldrad. Vid denna tid började man frigöra sig från historicismen. Men ändå var han en pionjär. Han var nämligen den förste som klart påpekade att en stad inte endast borde byggas upp av godtyckligt uppräknade hus i det oändliga. Sammanhanget dem emellan är lika viktigt som själva husen. I reaktion mot de ofta monotona nya stadsmiljöerna, formade ur planläggarens översiktsperspektiv, menade Camillo Sitte att staden borde gestaltas från den upplevande människans synpunkt.
I Sverige tillämpades hans banbrytande tankar främst av Per Hallman, Fredrik Sundbärg och Albert Lilienberg. Sitte uppgjorde även utvidgningsplaner för flera städer. Camillo Sitte förde fram en ny syn på stadsplanering som var mer medeltidsinspirerad.